# Vocal fuerte y vocal débil
En español, las vocales suelen  clasificarse en vocales fuertes y débiles (alternativamente se las llama abiertas y cerradas):
- Una vocal fuerte (también llamada "vocal [fonológicamente] abierta"), es una vocal que fonológicamente solo puede hacer de núcleo silábico. Fonéticamente tienen un grado de abertura mayor, en español /a, e, o/ son fuertes.
- Por el contrario una vocal débil (que en español sólo puede ser "fonéticamente una vocal cerrada") es una vocal que puede formar diptongos cuando es átona y adyacente a una vocal fuerte. Las vocales débiles del español son /i, u/. La vocal /i/ se puede representar, además de con "i", también con "y", por ejemplo en rey. La vocal /u/ también se representa con "ü", por ejemplo en pingüino.

## Fonética y fonología
Nótese que desde un punto de vista estrictamente fonético, las vocales fuertes no son siempre abiertas, así /e/ y /o/ fonéticamente son semiabiertas, y la /a/ es una vocal abierta en términos fonéticos. Pero dado que el español no contrasta el nivel de abertura de /a/ con el de /e, o/, es pertinente para simplificar el uso de las reglas se pueden considerar todas vocales fuertes o fonológicamente abiertas.
Las vocales débiles /i, u/ tienen alófonos vocálicos [i, u] cuando actúan como núcleo silábico y alófonos consonánticos [w, j] cuando comparten sílaba con una vocal fuerte tónica:
aullar [awˈʝ̞aɾ] / oirán [ojˈɾan] (alófono consonántico o semivocálico)
aúllo [aˈuʝ̞o] / oír [oˈiɾ] (alófono vocálico)
En la ortografía española, la "u" puede tener diéresis (¨) y sigue siendo débil, pues esto solo evita que la letra "u" sea muda. La letra "y" puede funcionar como "i" para formar un diptongo o un triptongo, siempre y cuando suene como "i". Por ejemplo, la palabra Camagüey se separa en sílabas de la siguiente forma: ca-ma-güey, formando así un triptongo en la última sílaba.